# Angkor Vat

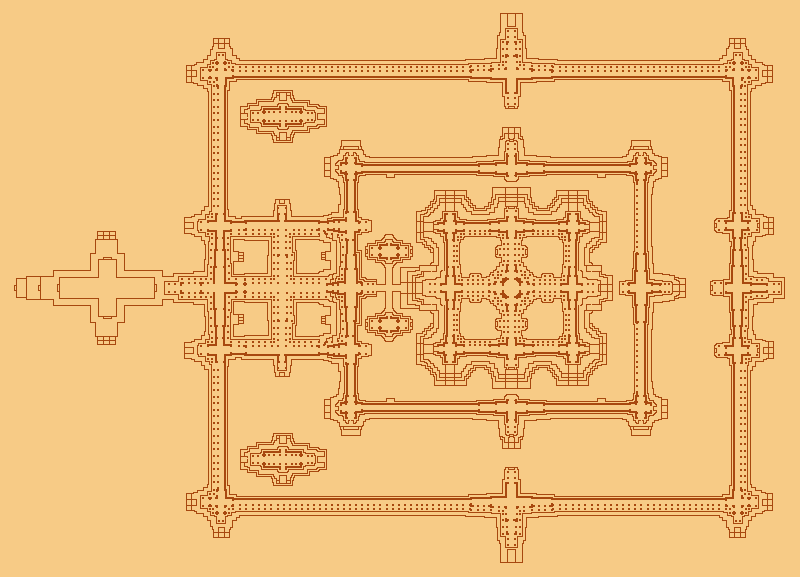
Plan. Le Nord est en haut. De gauche à droite : terrasse, gopura Ouest 3e enceinte (pavillons d'angles et « bibliothèques » Nord et Sud), plateau cruciforme, gopura 2e enceinte (bibliothèques Nord et Sud), gopura 1re enceinte, sanctuaire central. Gopura Est : 1re, 2e, 3e enceinte.

Angkor Vat ou Angkor Wat (en khmer : ប្រាសាទអង្គរវត្ត, Prasat Angkor Vat) est le plus grand des temples et le plus grand monument religieux du monde. Il fait partie du complexe monumental d'Angkor au Cambodge réparti sur un site de 162,6 hectares. Il fut construit par le roi khmer Suryavarman II au début du XIIe siècle à Yaśodharapura (Angkor actuel), capitale de l'empire khmer, en tant que « temple d'État » et éventuel mausolée.
Temple le mieux préservé d'Angkor, l'une des plus grandes villes médiévales du monde, il est le seul à être resté un important centre religieux depuis sa fondation, initialement hindou et dédié au dieu Vishnou pour l'empire khmer, rompant avec la tradition Shaiva des rois précédents. Il a progressivement été transformé en temple bouddhiste vers la fin du XIIe siècle.
Le temple est l'archétype du style classique de l'architecture khmère. Il est devenu le symbole du Cambodge et figure sur son drapeau national. Il est le principal lieu touristique du pays.
Angkor Vat combine deux bases de l'architecture khmère pour les temples : le côté temple-montagne et le côté temple à galeries. Il est conçu pour représenter le mont Meru, la maison des dieux dans la mythologie hindoue.
À l'intérieur d'une douve de plus de cinq kilomètres de long et d'un mur externe de 3,6 km de longueur se trouvent trois galeries rectangulaires, chacune construite l'une à l'intérieur de l'autre. Au centre du temple se dressent des tours en quinconce. Contrairement à la plupart des temples d'Angkor, Angkor Vat est orienté vers l'ouest, probablement parce qu'il est orienté vers Vishnou, mais les spécialistes restent tout de même partagés quant à la signification de cette orientation.
Le temple est admiré pour la grandeur et l'harmonie de son architecture et les nombreux bas-reliefs qui ornent ses murs. Sa beauté et sa taille sont telles que beaucoup le considèrent comme la huitième merveille du monde. Il donne également des indices sur l'important système hydraulique d'Angkor. Il est classé au patrimoine mondial de l'UNESCO.

## Mythologie

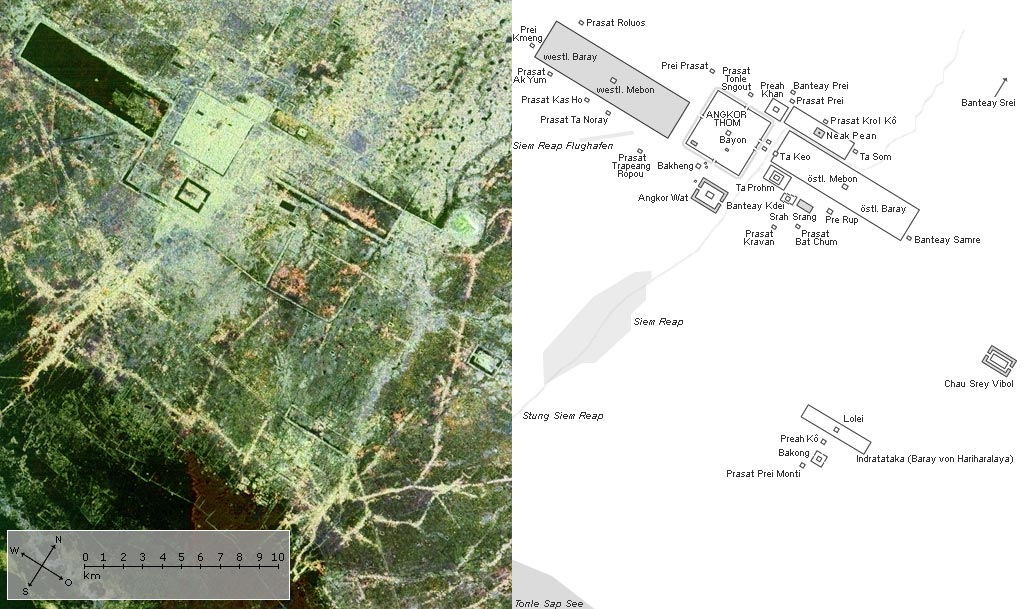
Image satellite du site d'Angkor.

Vers le IIe siècle de notre ère, alors qu'au Cambodge le roi Devunagshar (« protecteur de la lignée divine ») ne semblait pas pouvoir obtenir d’héritier, Indra, le roi des dieux, décida de descendre sur terre donner un fils à la reine principale Vong. Le garçon, qui prendra le nom de Preah Kêt Meala (« lumière fleurie »), sera élevé à la cour des souverains khmers jusqu’à ce que, devenu adolescent, Indra l’invite à venir passer une semaine en son royaume des cieux. À la fin de son séjour, et alors que le jeune homme lui avait fait part de son admiration pour les richesses qu’il avait pu observer, Indra propose de lui envoyer son architecte personnel — issu de l'union d’un simple mortel et d'une devi — pour construire sur terre une reproduction de son choix d’un des bâtiments qu’il a pu apprécier. Soucieux de ne pas susciter la jalousie du roi des dieux par une demande trop luxueuse, Preah Kêt Meala se contente de demander une copie des écuries d’Indra. L'architecte s'exécute et Angkor Vat sort de terre. Selon le voyageur chinois du XIIIe siècle Zhou Daguan, certains croyaient que le temple avait été construit en une seule nuit.

## Étymologie

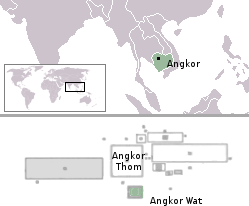
Angkor Vat est le temple le plus au sud-ouest du plus important groupe de temples d'Angkor.

« Angkor » est une forme dialectale du mot នគរ nokor, qui vient du sanskrit नगर nagara, « résidence royale », et vat ou wat signifie « temple, monastère » en khmer, également dérivé du sanskrit vāṭa (Devanāgarī : वाट) signifiant « annexe ». On peut traduire « Angkor Vat » par « Angkor des monastères », car le site en héberge deux. Les Cambodgiens appellent aussi le site Angkor Toc (« le petit Angkor »), par opposition à Angkor Thom (« le grand Angkor »).
L'appellation « Angkor Vat » est utilisée depuis le XVIe siècle. Avant cette période, le temple semble avoir été appelé « Preah Pisnulok » : « lieu sacré de (celui qui est allé au) monde suprême de Vishnou », en référence au titre posthume de son fondateur Suryavarman II.

## Localisation
Pour un article plus général, voir Angkor.

Angkor Vat se trouve à environ 6 km au nord de la ville de Siem Reap et du lac de Tonlé Sap et au sud-est de l'ancienne capitale d'Angkor qui était centrée sur le Baphûon. Dans une région du Cambodge où il existe un important groupe de structures anciennes, c'est le plus méridional des principaux sites d'Angkor.

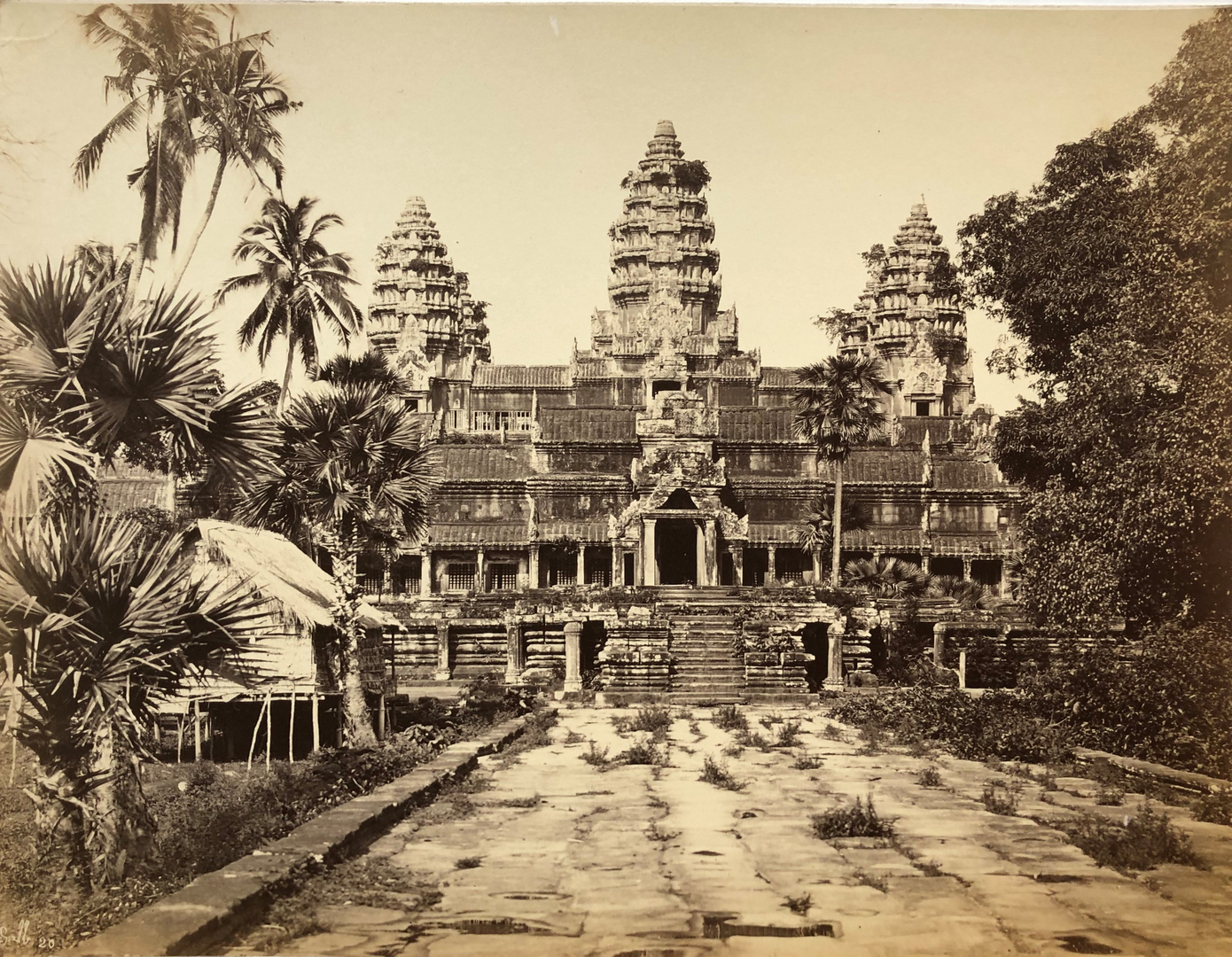
Émile Gsell. 1866. Tirage sur papier albuminé d'après un négatif verre au collodion.

## Historique
Angkor Vat fut construit dans la première moitié du XIIe siècle par le roi Suryavarman II (règne 1113 - 1150). Comme ni la stèle des fondations ni aucune inscription contemporaine faisant référence au temple n'ont été retrouvées, son nom d'origine est inconnu, mais il était dédié à Vishnou et pourrait avoir été connu sous le nom de "Varah Vishnu-lok" d'après la divinité qui la présidait. Le terme Vrah Viṣṇuloka ou Parama Viṣṇuloka signifie littéralement "Le roi qui s'est rendu dans le monde suprême de Vishnu", ce qui fait référence à Suryavarman II à titre posthume et vise à vénérer sa gloire et sa mémoire. Comme le Baphûon était dédié à Shiva et que Suryavarman II honorait Vishnou, il décida la construction d'un nouveau temple au sud de la ville. Ceci pourrait expliquer que l'entrée d'Angkor Vat est orientée vers l'ouest — vers Vishnou —, contrairement aux autres temples khmers. De nombreux spécialistes universitaires et archéologues pensent que ce fut aussi le mausolée, le temple funéraire du roi.
Cette orientation est parfaite, de sorte que deux fois par an, entre les équinoxes et le solstice d'été, lorsque le soleil passe au zénith du lieu, il se lève et se couche exactement dans l'axe du bâtiment qui coïncide avec les points cardinaux est et ouest. De plus à ces occasions la lumière zénithale éclaire une salle située à 30 mètres sous l'orifice de la pierre sommitale de la tour centrale, salle qui était prévue selon certains pour accueillir le tombeau de Suryavarman II.
Le travail de construction semble avoir pris fin à la mort du roi, laissant  inachevés quelques-uns des bas-reliefs décoratifs. En 1177, Angkor fut pillé par les Chams, les ennemis traditionnels des Khmers. Par la suite, l'empire fut restauré par Jayavarman VII, qui mit en place une nouvelle capitale, Angkor Thom et un temple d'État, le Bayon, quelques kilomètres plus au nord.
Vers la fin du XIIe siècle, Angkor Vat s'est progressivement transformé d'un centre de culte hindou en un centre de culte bouddhiste, qui se perpétue encore aujourd'hui. Parmi les temples d'Angkor, Angkor Vat est le plus inhabituel, il fut l'un des temples les mieux conservés car, même s'il fut quelque peu négligé après le XVIe siècle, il n'a jamais été complètement abandonné. Sa préservation étant due en partie au fait que ses douves fournirent une protection contre le développement de la jungle sur le site. Dans la région d'Angkor, 14 inscriptions du XVIIe siècle  ont été découvertes, elles témoignent de pèlerins bouddhistes japonais qui avaient établi de petites colonies aux côtés des Kmers locaux. À cette époque, le temple était considéré par les visiteurs japonais comme le célèbre jardin Jetavana du Bouddha, qui se trouvait à l'origine dans le royaume de Magadha, en Inde. L'inscription la plus connue parle de Ukondayu Kazufusa, qui a célébré le nouvel an khmer à Angkor Vat en 1632.
L'un des premiers visiteurs occidentaux du temple fut António da Madalena, un moine portugais qui s'est rendu sur le site en 1586 et a déclaré que le temple « est d'une telle construction extraordinaire qu'il n'est pas possible de le décrire sur papier, d'autant plus qu'il n'est pas comme les autres bâtiments dans le monde. Il a des tours, des décorations et tous les raffinements que le génie humain peut concevoir ».
Toutefois, le temple n'a été popularisé en Occident que dans le milieu du XIXe siècle grâce à la publication des notes de voyage du naturaliste français Henri Mouhot. Celui-ci écrivit d'ailleurs : « Qui nous dira le nom de ce Michel-Ange de l'Orient qui a conçu une pareille œuvre, en a coordonné toutes les parties avec l'art le plus admirable, en a surveillé l'exécution de la base au faîte, harmonisant l'infini et la variété des détails avec la grandeur de l'ensemble et qui, non content encore, a semblé partout chercher des difficultés pour avoir la gloire de les surmonter et de confondre l'entendement des générations à venir ! ».

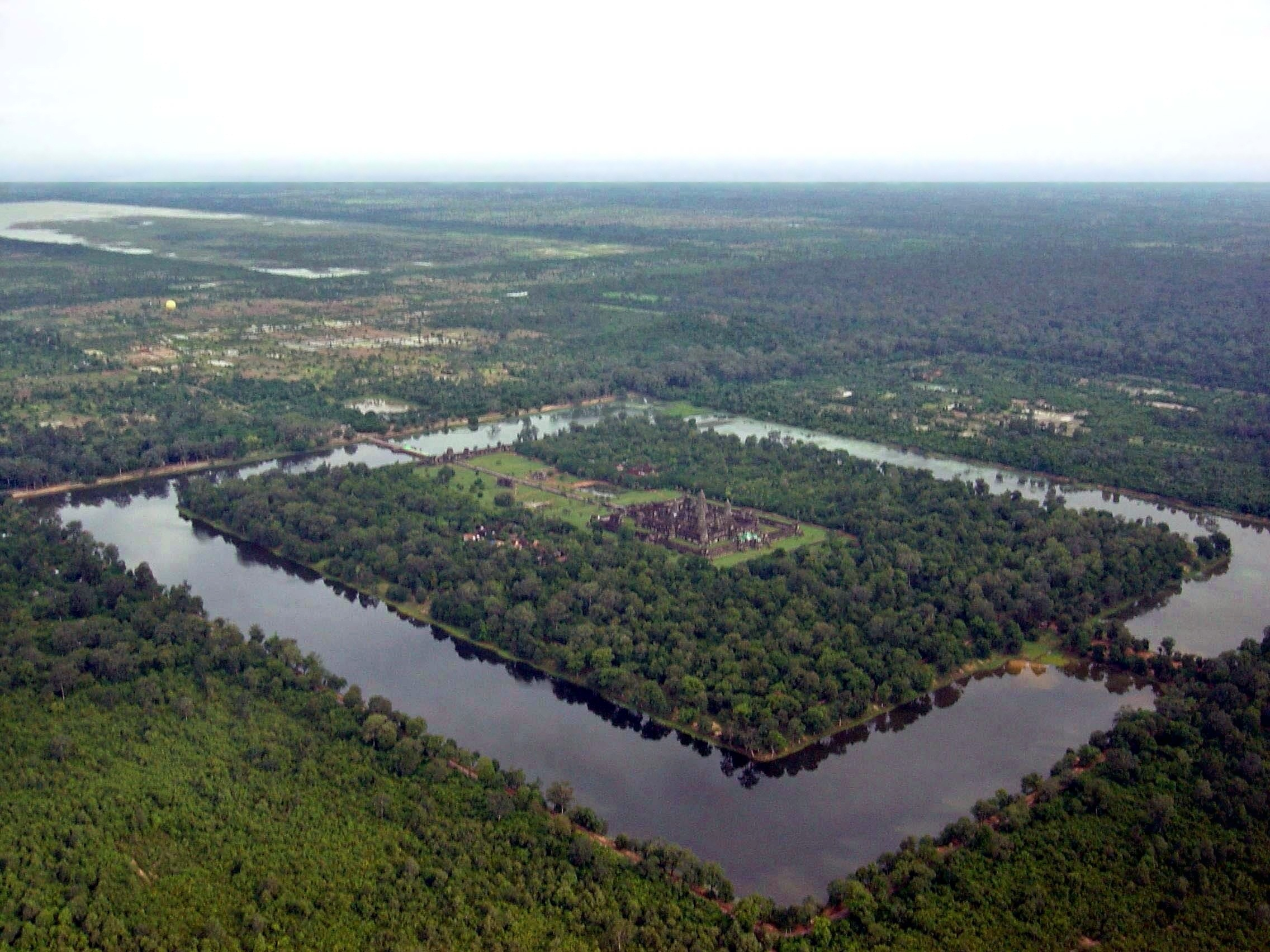
Vue aérienne.

Mouhot, évoque un royaume khmer et le date à peu près la même époque que la Rome antique. Dans son récit, « Voyage vers les royaumes de Siam, Cambodge, Laos », Henri Mouhot écrit  :« En tous cas, nous croyons que l'on peut sans exagération évaluer à plus de deux mille ans l'âge des plus vieux édifices d'Angkor la Grande, et à peu près à deux mille celui des plus récents. » Ses rapports ont incité le gouvernement français, déjà présent en Indochine, à étudier les ruines. La véritable histoire d'Angkor Vat a été reconstituée à partir des preuves stylistiques et épigraphiques accumulées lors des travaux de déblaiement et de restauration ultérieurs. Il n'y avait pas d'habitations ou de maisons ordinaires ni d'autres signes de peuplement, notamment des ustensiles de cuisine, des armes ou des vêtements que l'on trouve habituellement sur les sites anciens. Une commission d'exploration a commencé à dresser une liste des principaux monuments. Les missions suivantes ont copié les inscriptions gravées sur les stèles du Cambodge et les bâtiments d'Angkor afin que les chercheurs puissent les traduire et construire l'histoire d'Angkor.
Le splendide héritage artistique d'Angkor Vat et des autres monuments khmers de la région d'Angkor a conduit directement à l'adoption du Cambodge comme protectorat par la France le 11 août 1863 et à l'invasion du Siam pour prendre le contrôle des ruines. Cela a rapidement conduit le Cambodge à récupérer des terres dans le nord-ouest du pays qui étaient sous contrôle siamois (thaïlandais) depuis 1351, ou selon certains témoignages depuis 1431.
En fait, l’absence d’écrits et de transmission orale avait encouragé, parmi la population locale, l’émergence du mythe de la création du temple par les dieux. Il faudra attendre les travaux archéologiques du début du XXe siècle sur le site d’Angor pour déterminer l’origine khmère des lieux.
Angkor Vat a nécessité alors de considérables efforts de restauration, principalement par l'enlèvement de la terre accumulée et de la végétation. Le travail a été interrompu par la guerre civile lorsque les Khmers rouges prirent le contrôle de la région pendant les années 1970 et 1980. Relativement peu de dégâts ont eu lieu au cours de cette période, autres que le vol et la destruction de la plupart des statues datant des époques post-angkoriennes. Cependant, faute d'entretien et d'exploitation touristique jusqu'au début des années 1990, le site est de nouveau envahi par la végétation, ce qui disloque des statues et des colonnes. Comme ailleurs dans le pays, des mines antipersonnel y sont installées afin de décourager les intrusions.
Depuis 1992, tout le site d'Angkor fut classé sur la liste du patrimoine mondial de l'UNESCO et même jugé « en péril » jusqu'en 2004. En 2008, c'était le seul site cambodgien distingué de la sorte par l'UNESCO.

## Architecture
Pour des articles plus généraux, voir Architecture khmère et Art khmer#Architecture.

Plan d'Angkor Wat.

Le complexe occupe une surface totale de 1 500 mètres sur 1 300 mètres.
La décoration khmère, abondante mais harmonieuse, est principalement composée de représentations de dieux, d'hommes et d'animaux, qui remplissent chaque surface plane. Les combats et les épisodes de légendes sont fréquents. Les décorations florales sont réservées aux bordures, aux moulures et aux chapiteaux.
Les principaux matériaux utilisés sont des grès de différentes couleurs et la latérite. La pierre était découpée en blocs énormes assemblés avec une grande précision sans emploi de ciment, probablement par rodage sur place.

### Les galeries extérieures

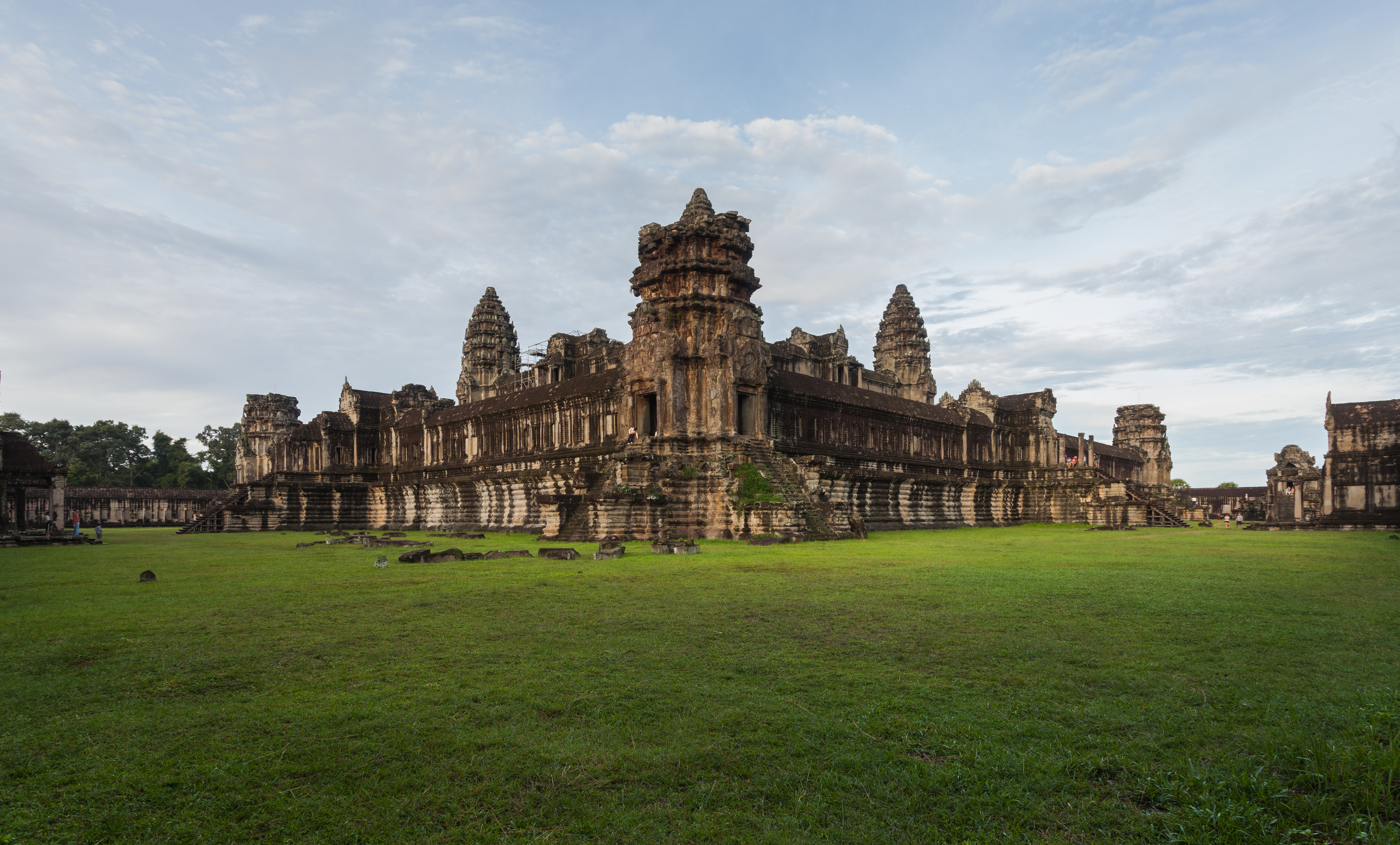
La deuxième enceinte.

Des douves et trois galeries encerclent le sanctuaire central. Depuis l'ouest du complexe, une chaussée pavée longue de 200 mètres permet de traverser les douves et mène à une large terrasse précédant le magnifique gopura, qui marque l'entrée principale de l'édifice central.
La première galerie est constituée de piliers carrés vers l'extérieur et d'un mur aveugle vers l'intérieur. Le plafond entre les piliers est décoré de rosaces en lotus. L'extérieur du mur aveugle est décoré de fenêtres à colonnes, d'apsaras (nymphes célestes), qu'on trouve sur toutes les galeries, et de figures masculines qui dansent sur des animaux caracolants.
À partir de la première galerie, une avenue décorée de nagas longue de 350 mètres mène à la seconde enceinte à travers un parc. De part et d'autre de cette allée, on rencontre d'abord deux constructions dont on ignore l'utilité (mais qu'on appelle couramment « bibliothèques »), puis deux petits bassins.
On arrive à la seconde galerie par une plate-forme surélevée flanquée de lions de part et d'autre d'une cage d'escalier. Le mur intérieur de la seconde galerie est orné d'un bas-relief narratif sur toute sa longueur. Sur le mur occidental sont représentées des scènes de l'épopée du Mahabharata.

### La troisième enceinte

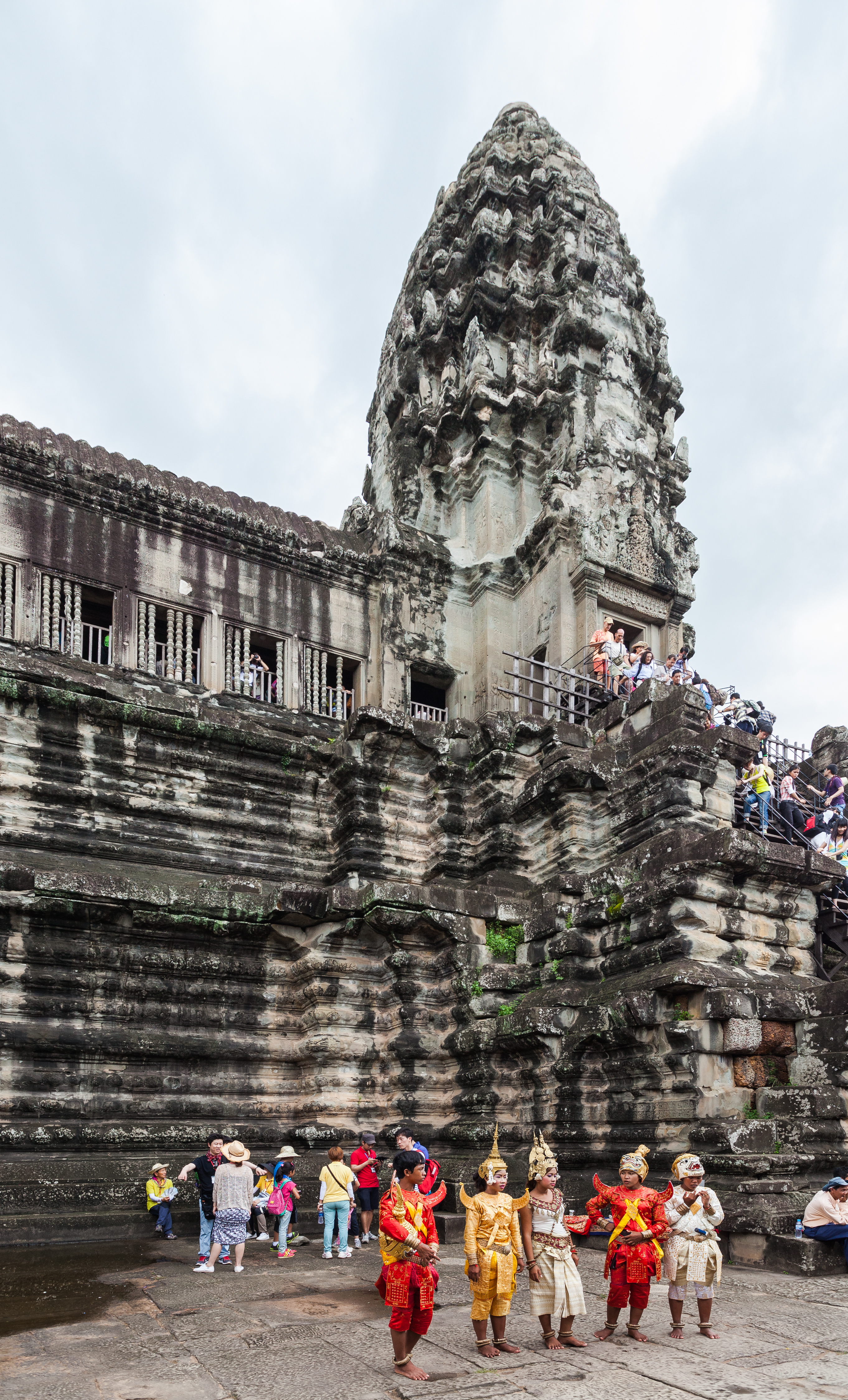
Troisième galerie.

La troisième galerie délimite un espace de 150 mètres sur 200 mètres. On y pénètre par une terrasse en forme de croix.
Cet espace est découpé en trois niveaux, reliés par de nombreux escaliers extérieurs. Ces niveaux sont de dimensions décroissantes. Chaque niveau est formé d'une terrasse entourée d'une galerie. Le plus élevé est le sanctuaire, qui est surmonté en son centre d'une grande tour de forme pyramidale. Des tours surmontent aussi les quatre angles des terrasses des deux étages supérieurs. La galerie extérieure du sanctuaire central, longue de 800 mètres, est décorée de bas-reliefs décrivant des scènes tirées d'épopées indiennes ou de l'histoire d'Angkor.
Trois galeries dont les voûtes sont supportées par des colonnes mènent des trois portes occidentales de la troisième galerie au deuxième niveau. Elles sont reliées par une galerie transversale, qui forme donc quatre cuvettes carrées. La galerie du sud est surnommée la galerie des mille Bouddhas, car les Khmers avaient coutume d'y laisser des statues de Bouddha. La plupart de celles-ci furent détruites pendant la guerre civile. De part et d'autre de ces galeries se trouvent deux bibliothèques.
On atteint ainsi le deuxième niveau en traversant un portique à travers une autre enceinte rectangulaire. On y trouve une surface pavée, où se trouvent encore deux bibliothèques. Ces cours pourraient originellement avoir été inondées, afin de représenter l'océan entourant le mythique mont Meru. Elle est traversée par une courte allée soutenue par des piliers et menant au troisième niveau.

### Le sanctuaire central
On atteint le sanctuaire central par douze escaliers très raides qui représentent la difficulté d'atteindre le royaume des dieux.
Au sommet de ces escaliers se trouve une plate-forme pavée de forme carrée divisée en quatre cours par deux couloirs surélevés qui se coupent à angles droits. Un autre couloir surélevé court le long du bord extérieur de la plate-forme, entourant l'ensemble du niveau. À chaque coin de ce couloir se trouve une tour et on en trouve une cinquième au milieu de la plate-forme. Ces cinq tours forment la silhouette bien connue d'Angkor Vat.
La base carrée de la tour centrale contient un petit sanctuaire sur chaque face, derrière lesquels se trouve le sanctuaire central. Ces sanctuaires sont reliés par des galeries sur les toitures desquelles est représenté le corps d'un serpent se terminant par des têtes de lions ou de garudas. Des linteaux et des frontons sculptés ornent les entrées des galeries et des sanctuaires.
Le sanctuaire central était initialement dédié au dieu hindouiste Vishnou, mais sa statue d'or a été enlevée et on trouve aujourd'hui dans chaque sanctuaire des statues de Bouddha.

## Les bas-reliefs

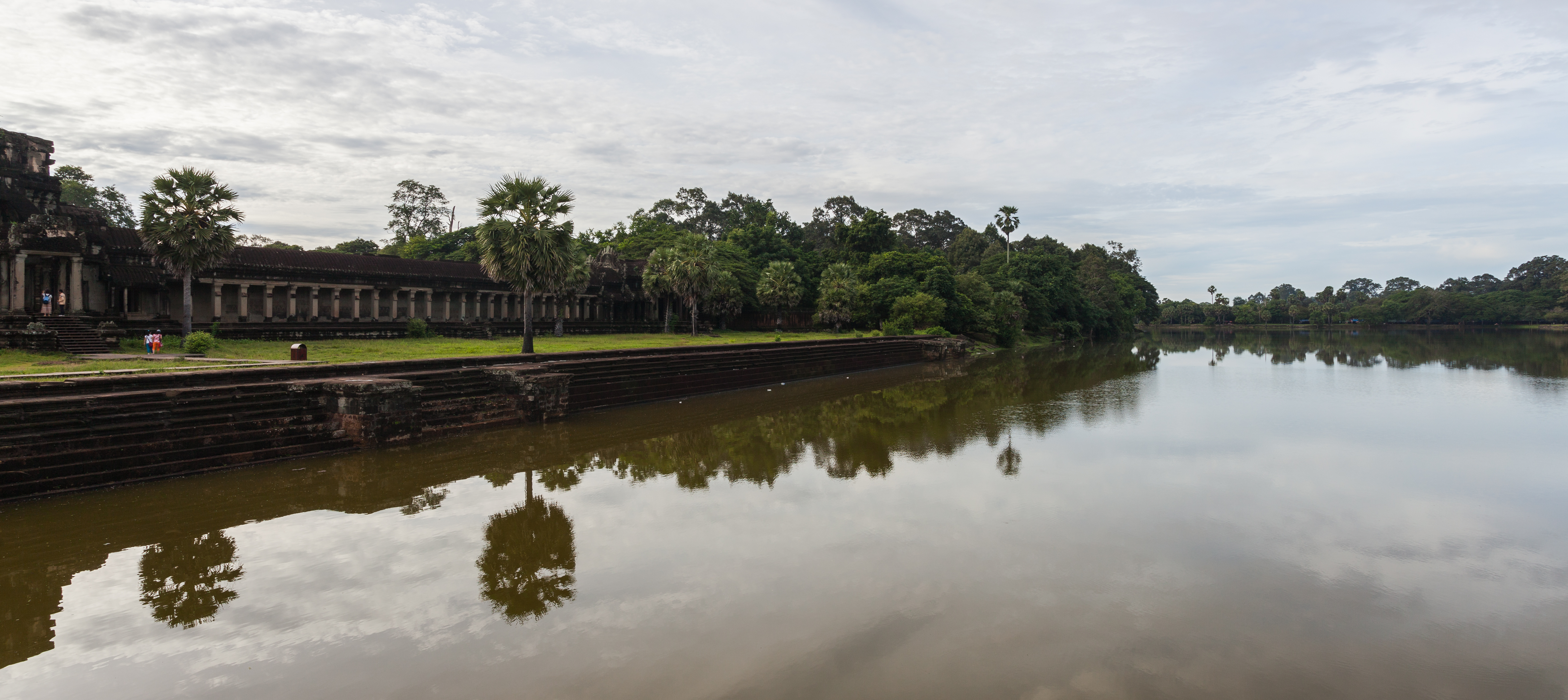
L'enceinte extérieure vue des douves.

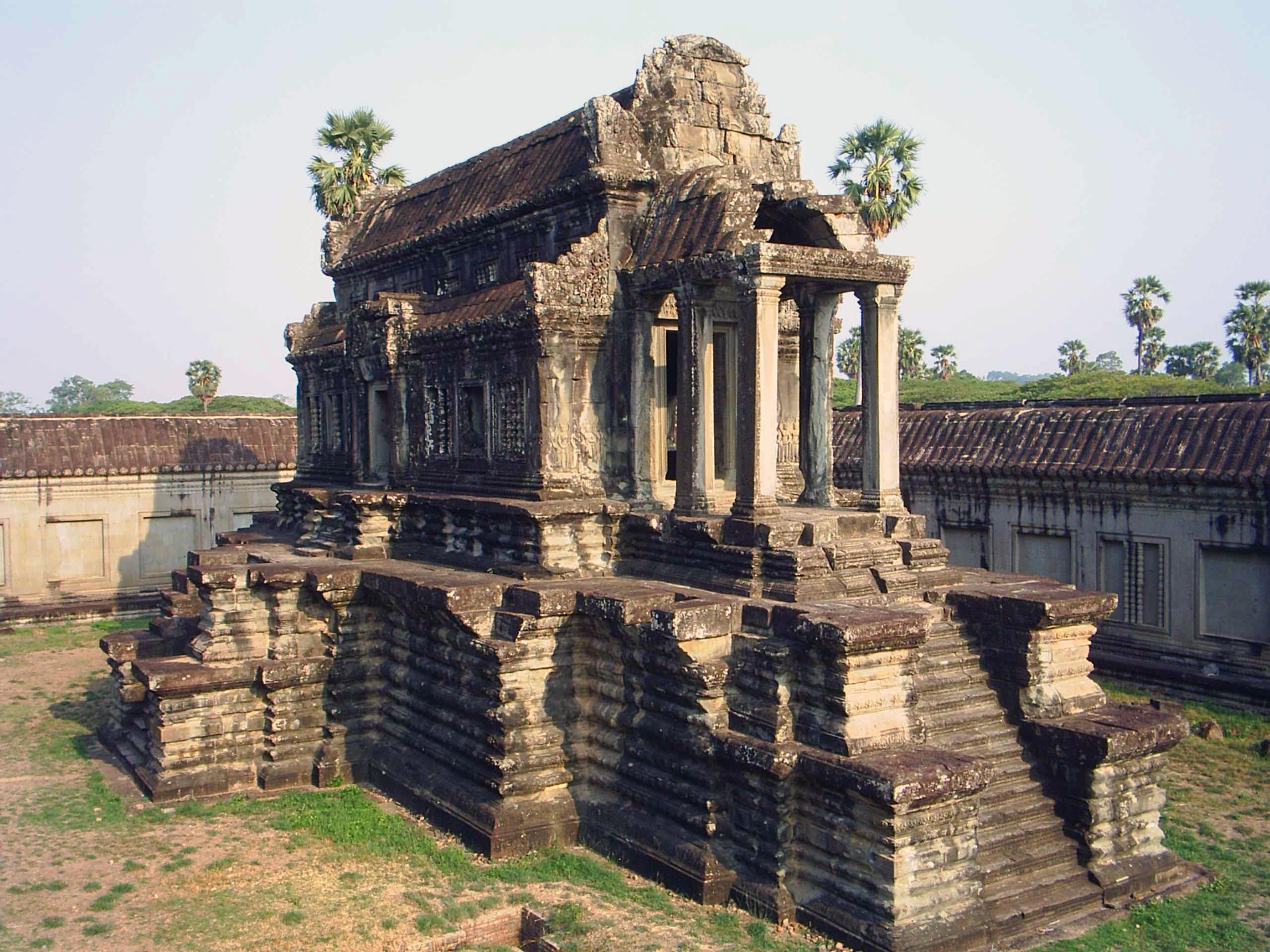
Une des bibliothèques de la 2e enceinte.

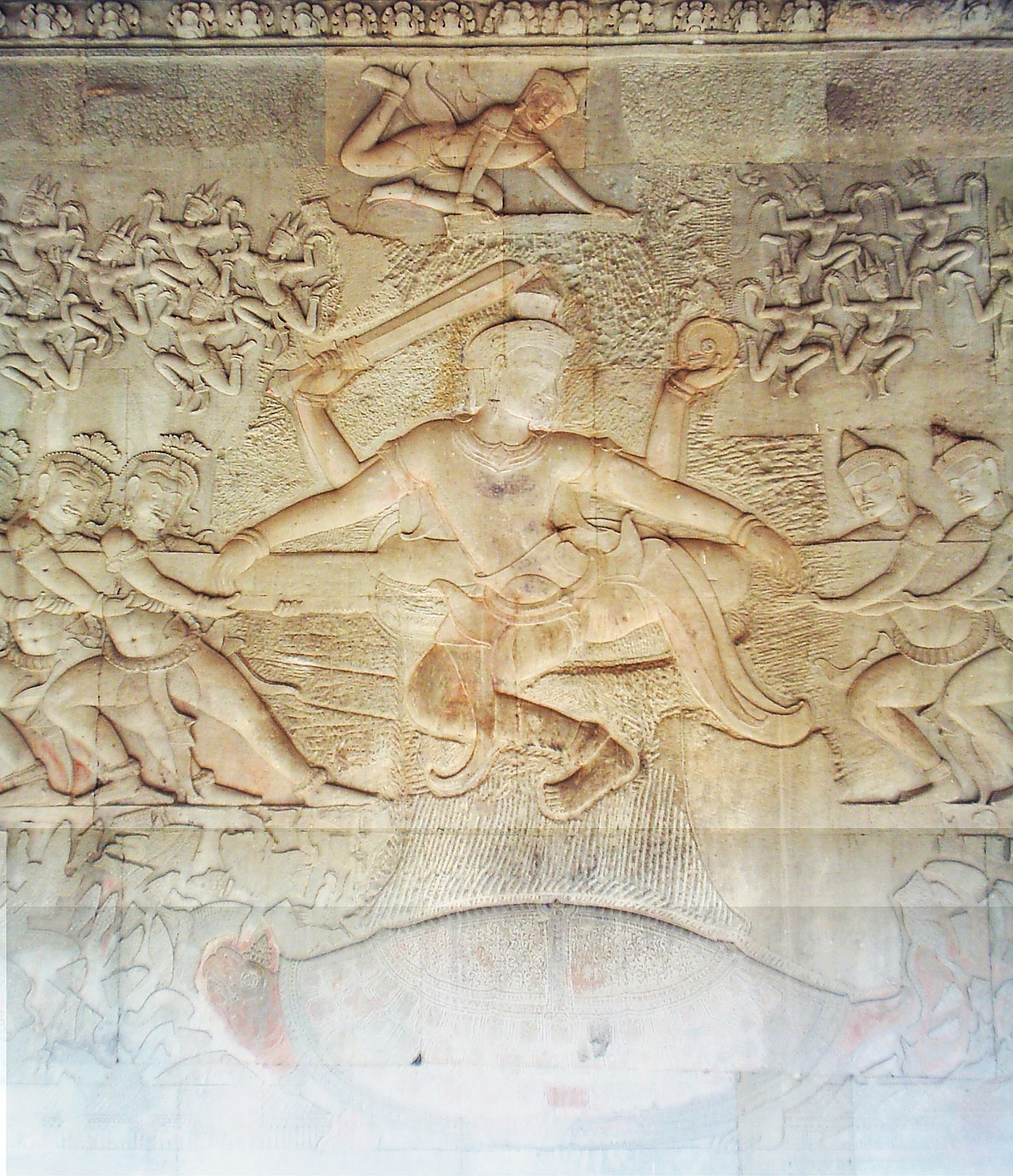
Le barattage de l'océan de lait ; galerie de la deuxième enceinte.
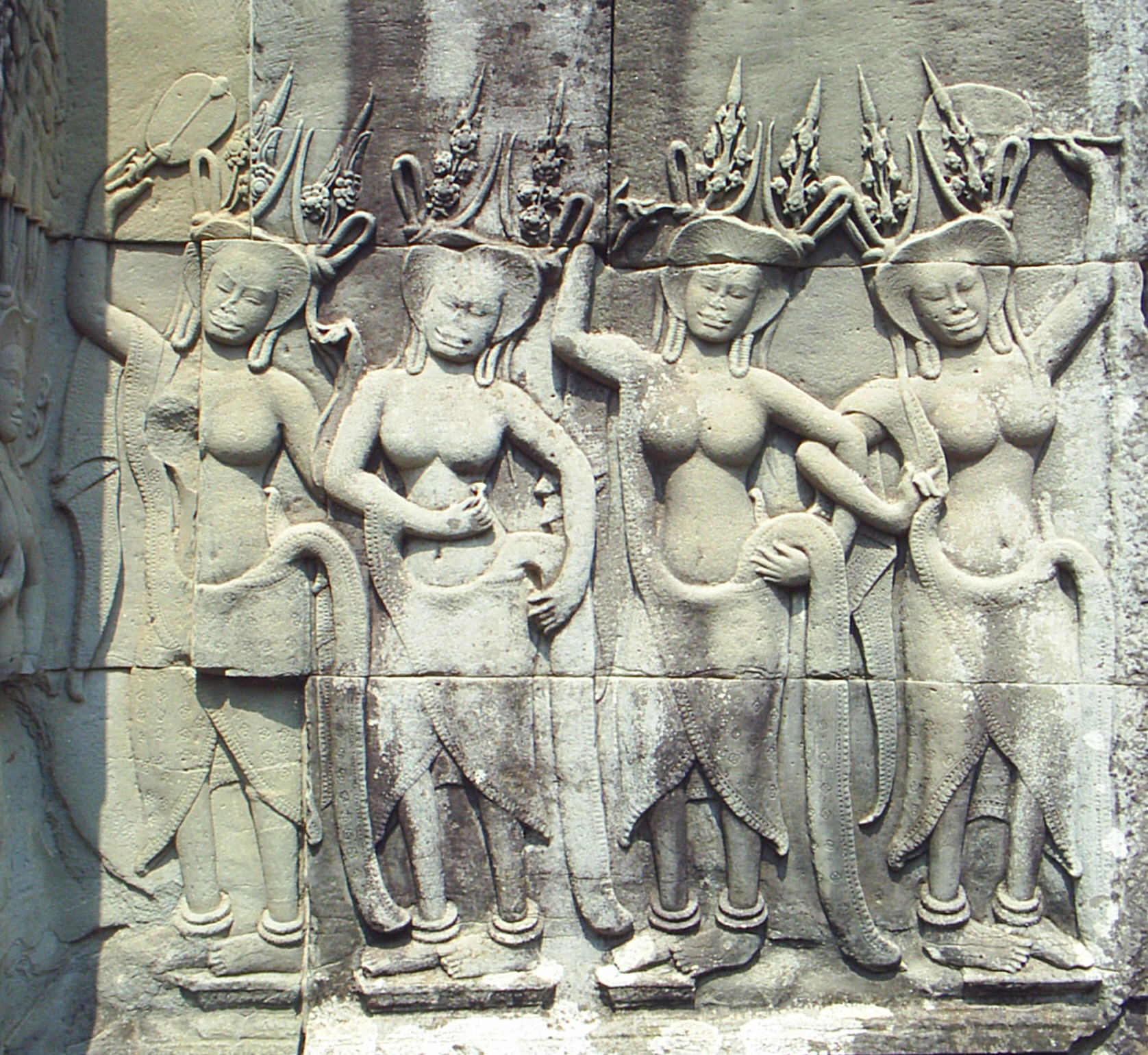
Devatas ; bibliothèque Nord.
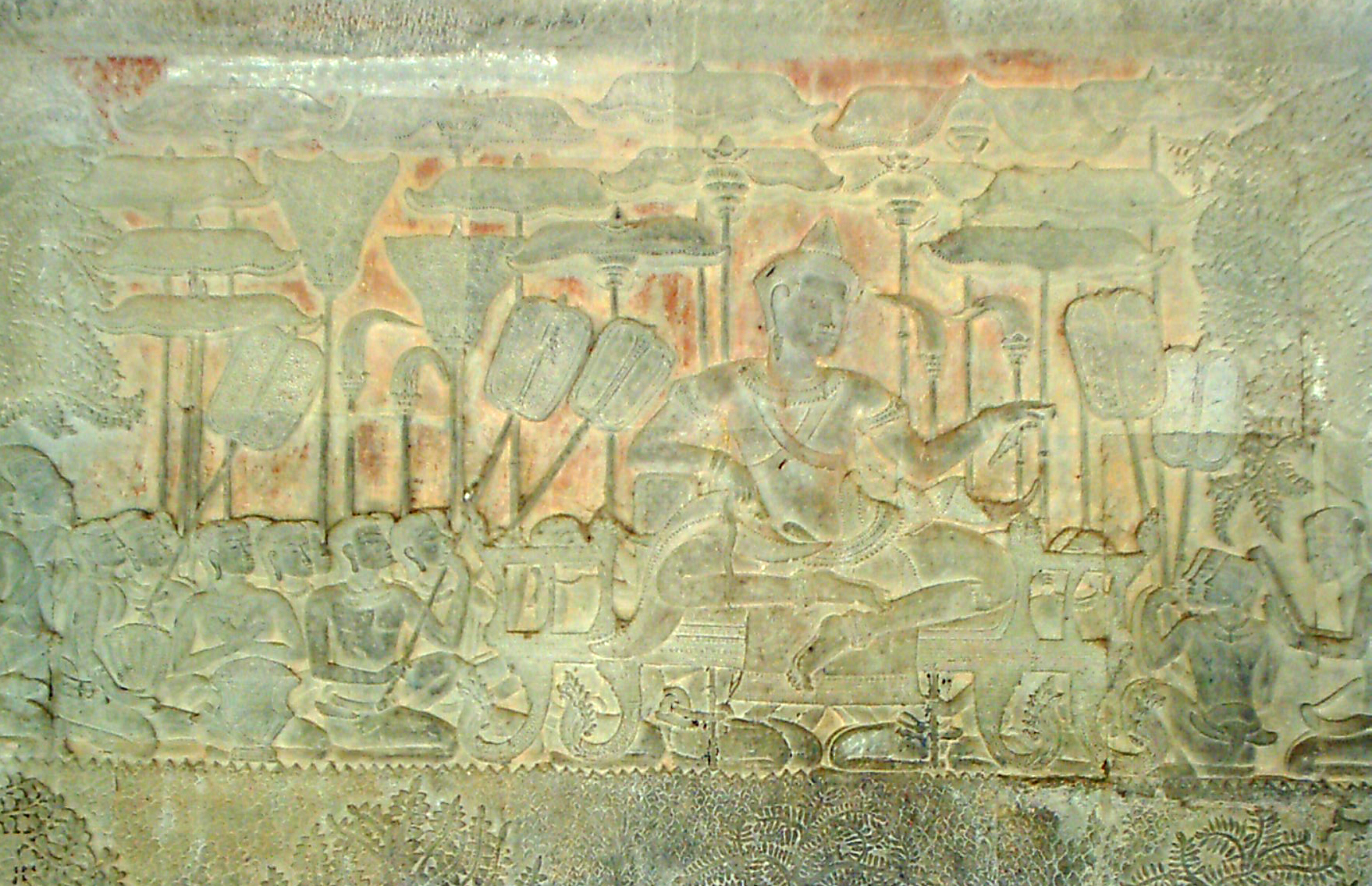
Suryavaman II ; galerie de la deuxième enceinte.

## Angkor Vat aujourd'hui

### Efforts de restauration

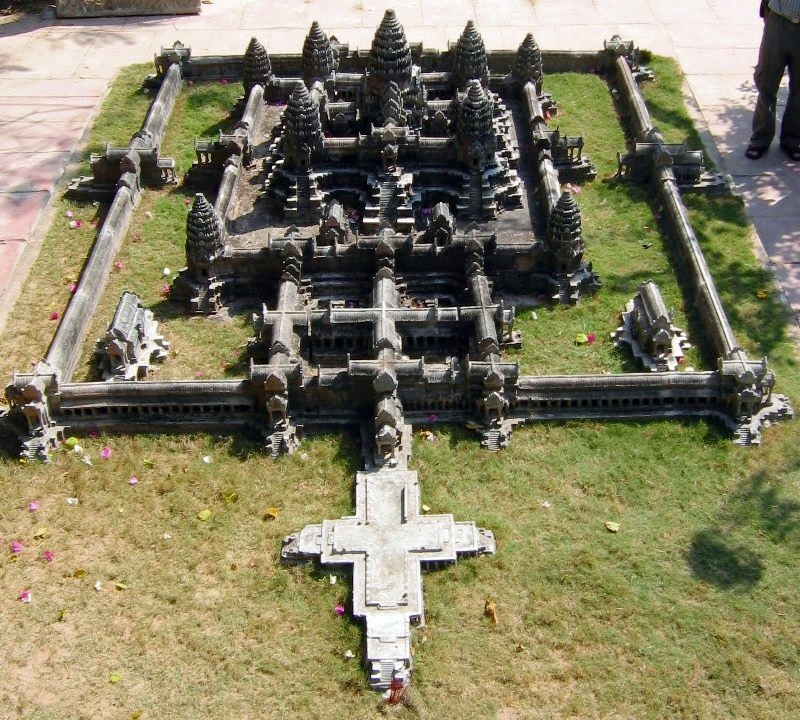
Cette maquette d'Angkor Vat sert aux touristes à avoir une vue d'ensemble du temple.

Depuis les années 1990, Angkor Vat a vu une reprise notable des efforts de conservation et d'une augmentation massive du tourisme. Le temple fait partie du site d'Angkor, site du patrimoine mondial de l'Organisation des Nations unies pour l'éducation, la science et la culture (UNESCO) depuis 1992. L'organisation a fourni un financement et a encouragé le gouvernement cambodgien à protéger le site. Le « German Apsara Conservation Project » (GACP) s'emploie à protéger des dommages les devatas et autres bas-reliefs qui ornent le temple. L'organisation de l'enquête a révélé que près de 20 % des devatas étaient en très mauvais état, principalement à cause de l'érosion naturelle et de la détérioration de la pierre, mais aussi à cause des efforts de restauration antérieure. D'autres travaux impliquent la réparation de sections effondrées et la prévention de nouveaux effondrements : la façade ouest de l'étage supérieur, par exemple, a été étayée par des échafaudages depuis 2002 et, en 2005, une équipe japonaise a achevé la restauration de la bibliothèque nord de l'enceinte extérieure.

### Tourisme

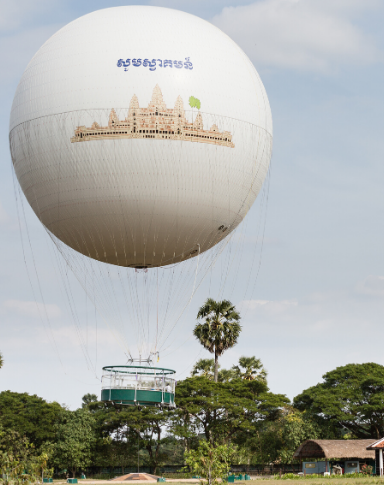
Ballon captif situé à 1 km de l’entrée du temple.

Depuis les années 1990, Angkor Vat est devenue une importante destination touristique. Les chiffres de fréquentation pour le temple ne sont pas publiés, mais en 2004, le pays a reçu un peu plus d'un million de personnes venues de l'étranger et 57 % d'entre elles avaient prévu de visiter le temple selon le ministère du Tourisme.
L'afflux de touristes a jusqu'ici causé relativement peu de dommages, à part quelques graffiti. Des mesures de protection ont été mises en place pour protéger les bas-reliefs et des sols. Le tourisme a également fourni des fonds supplémentaires pour l'entretien. Environ 28 % des recettes de la vente de billets dans l'ensemble du site d'Angkor est dépensé sur les temples, bien que la plupart des travaux soient effectués par des équipes parrainées par leurs gouvernements respectifs plutôt que par les autorités cambodgiennes.

## Symbole

Le drapeau du Cambodge ; Angkor Vat est d'ailleurs le seul bâtiment à apparaître sur un drapeau national.

La découverte au début du XXe siècle de la filiation entre le peuple khmer et les bâtisseurs d’Angkor allait avoir deux effets d’appropriation que les archéologues ne pouvaient à l’époque soupçonner. Ce sera tout d’abord le pouvoir colonial français qui fera du temple le symbole de sa politique, visant d’après lui à préserver l’héritage de civilisations prestigieuses menacées d’extinction ; dans cette optique, Angkor ne pouvait mieux figurer ces assertions. Le deuxième effet sera plus tardif et concernera les milieux nationalistes khmers puis une partie importante de la classe politique qui à leur tour feront du temple un symbole. Ce n’est pas par hasard qu’en 1936, le premier journal indépendantiste prendra le nom de Nagarvatta, transcription de Nokor (« la ville/Angkor ») et Vat (« le temple »). De nouveaux édifices utiliseront des éléments architecturaux directement inspirés de ceux du site ; l’un des exemples les plus notables en est certainement le monument de l'indépendance (en) à Phnom Penh. Un deuxième volet concernera l’utilisation du temple comme symbole et la référence à ses bâtisseurs pour revendiquer la restauration au moins partielle de ce lustre d’antan et le besoin pour les populations d’accepter certains sacrifices pour atteindre ce but. Celui qui aura sûrement poussé au plus loin ce dogme est certainement Pol Pot qui n’hésitait pas, pour légitimer les tâches éreintantes auxquelles il soumettait ses compatriotes à affirmer que « Si notre peuple peut construire Angkor Vat, alors il peut tout faire ».
De nos jours encore, le temple reste pour les Cambodgiens un sujet de fierté et toute marque d’irrespect à son égard peut conduire à des réactions que la plupart des esprits occidentaux trouveront disproportionnées. On peut ainsi évoquer les émeutes anti-thaïlandaises de janvier 2003 à Phnom Penh dont la cause avait été une rumeur qui s’avérera infondée et qui prétendait que Suvanant Kongying (en), une actrice thaïlandaise de soap opera, avait affirmé qu'Angkor Vat appartenait à la Thaïlande. Enfin, on ne peut clore ce chapitre sans également rappeler la mini crise diplomatique entre le Viêt Nam et le Cambodge à cause de sandales vendues sur le marché de Gò Dầu, dans la province de Tây Ninh et qui comportait une représentation d'Angkor Vat sur la semelle.
Stimulant l'imagination occidentale et le fantasme d'une civilisation « oubliée » que les Européens auraient, les premiers, redécouverte, Angkor influence les arts de la fin du XIXe siècle et de la première moitié du XXe siècle. Lors de l'exposition universelle de Paris de 1889, une pagode d'Angkor est érigée sur l'esplanade des Invalides à partir de moulages et de pièces exposées au palais du Trocadéro. En 1900, la danseuse Cléo de Mérode incarne une Apsara d'Angkor. Lors de l'exposition coloniale de Marseille (1906), le pavillon du Cambodge s'inspire d'Angkor Vat et du Bayon. La même année, le roi Sisowath est en visite en France, accompagné de danseuses cambodgiennes qui frappent le public occidental. Enfin, à l'occasion de l'exposition coloniale internationale de 1931 à Paris, une réplique d'Angkor Vat, définitivement emblème par excellence du Cambodge, est créée à la même échelle que l'originale pour accueillir le pavillon de l'Indochine, près du pavillon du Cambodge qui s'inspire pour sa part du musée de Phnom Penh.

## Galerie

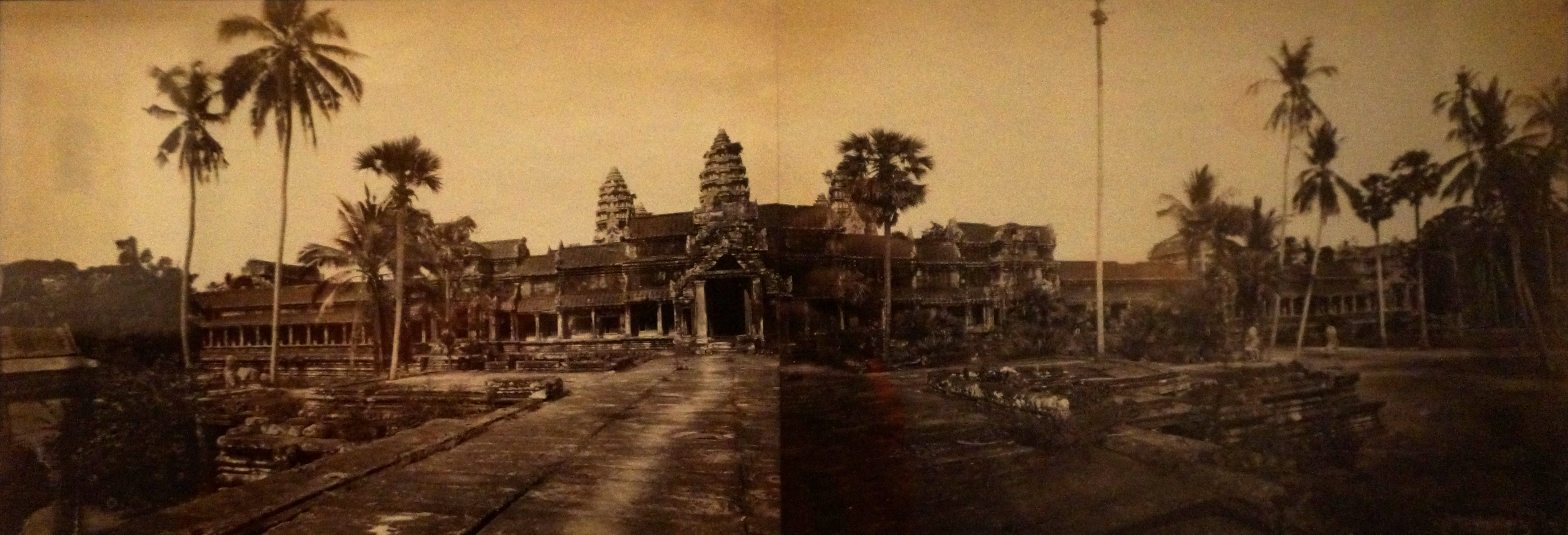
Vers 1870. Photographie d'Émile Gsell.
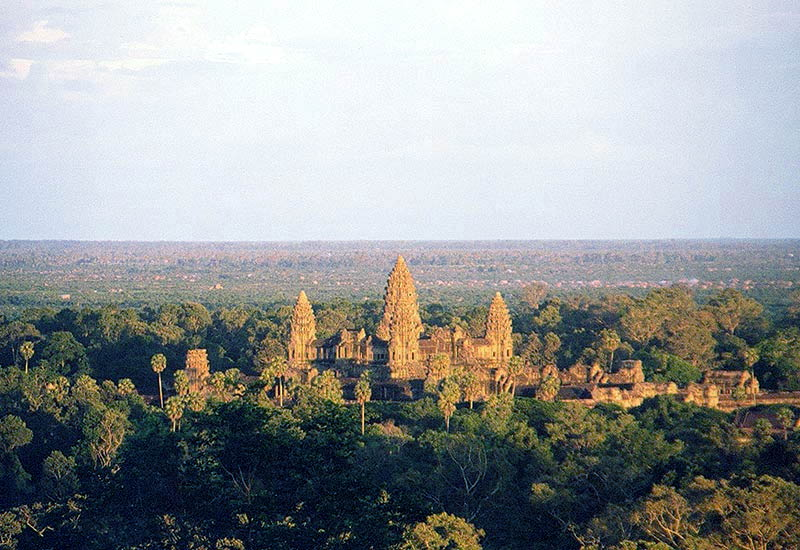
Au coucher du soleil depuis Phnom Bakheng.
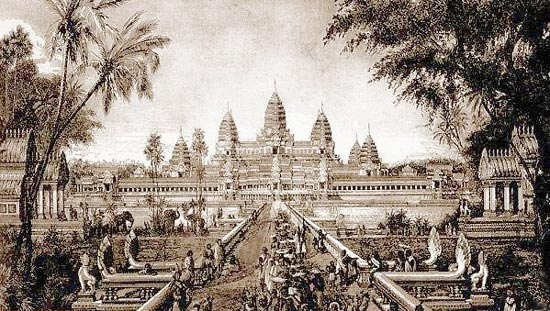
En 1880 (gravure idéalisée).
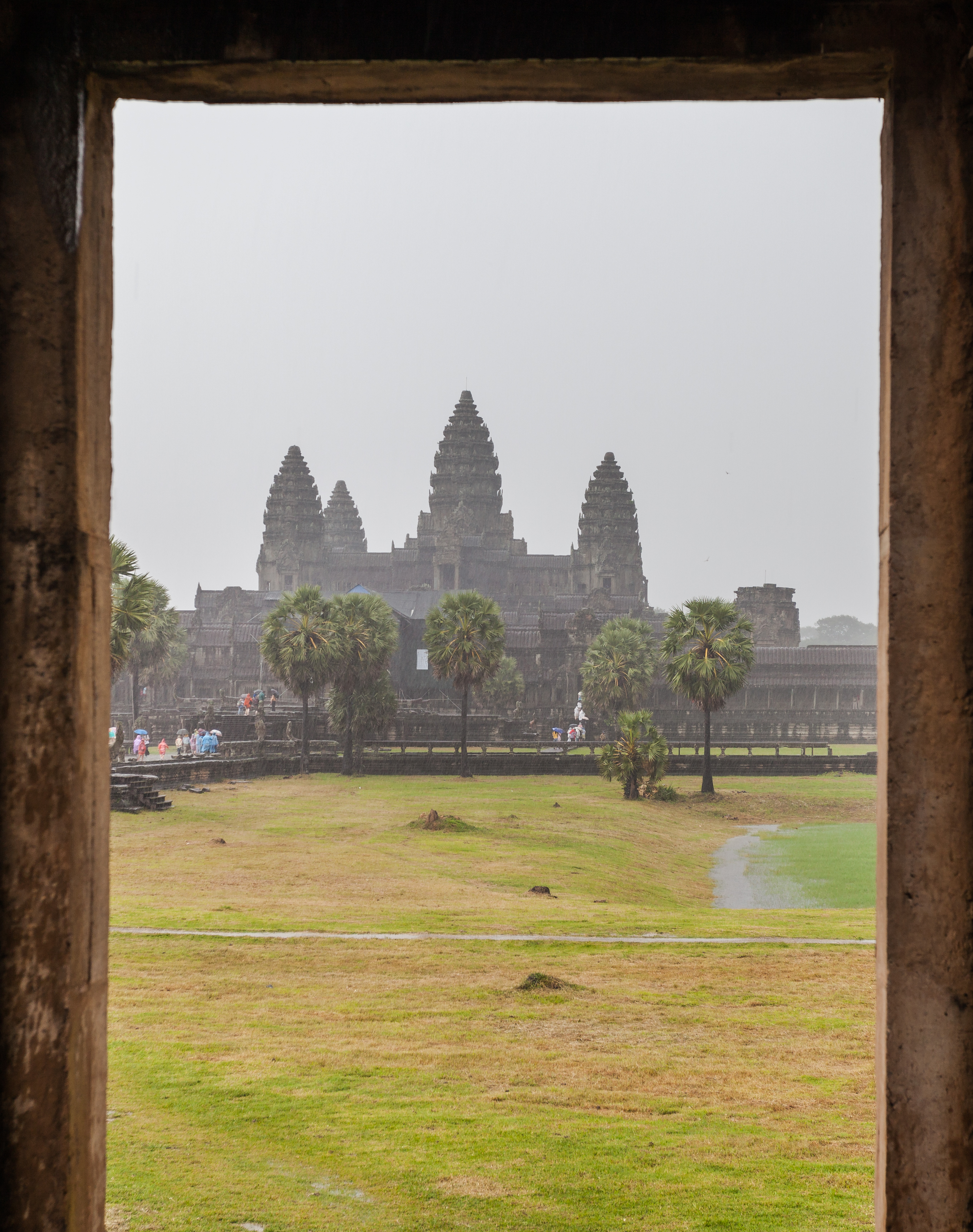
Vue de l'ouest.
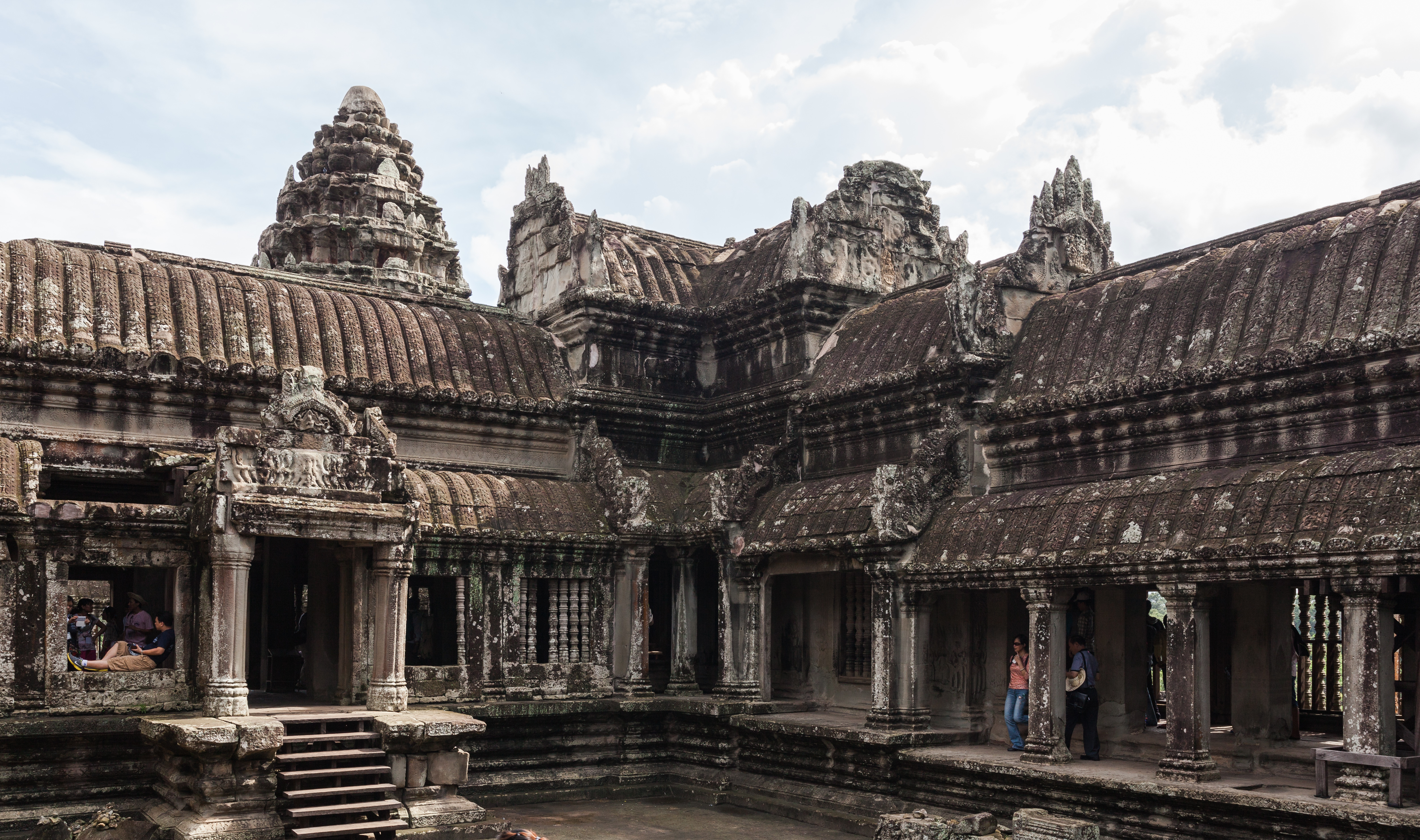
Cours intérieures.
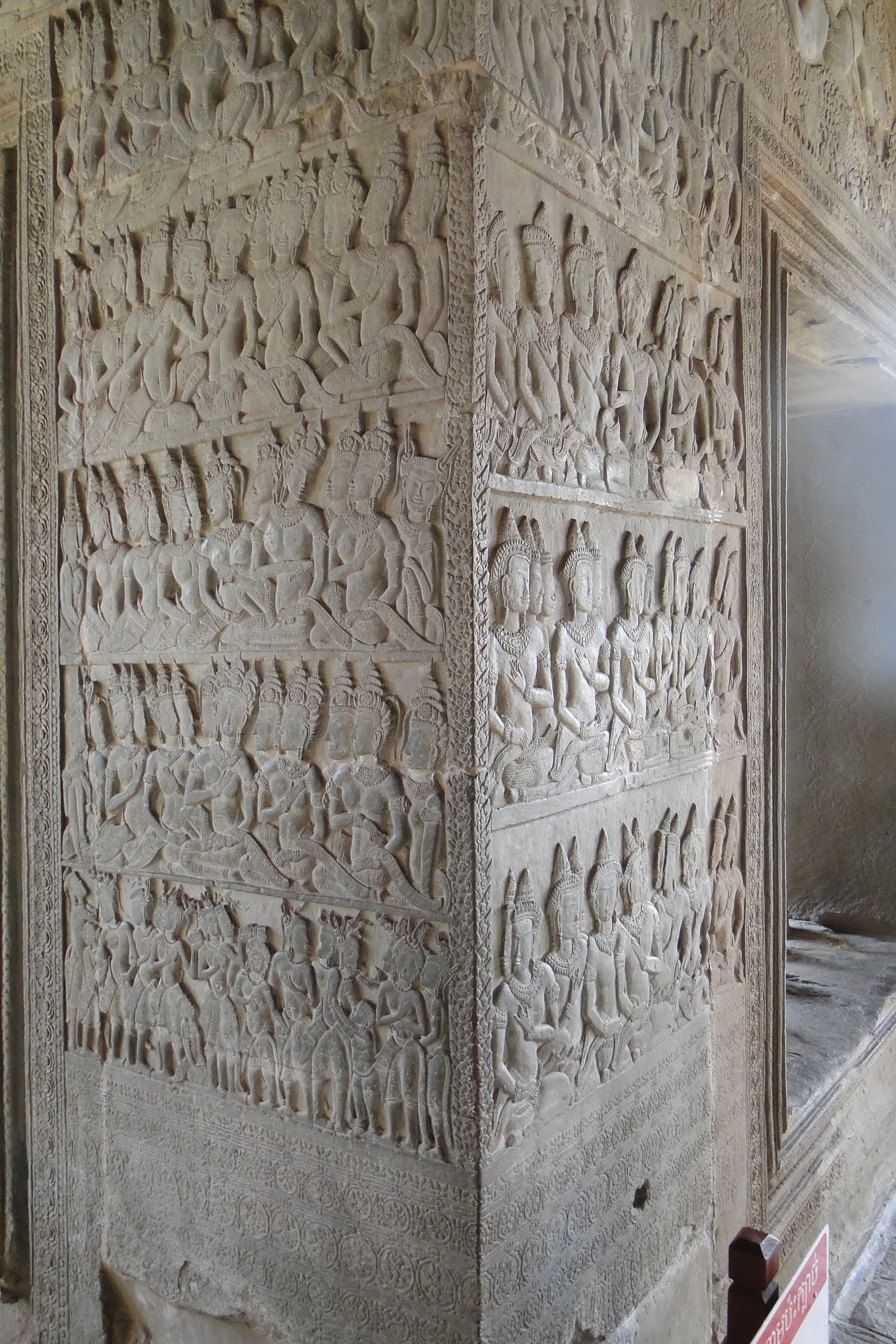
Bas-reliefs réalisés en biais
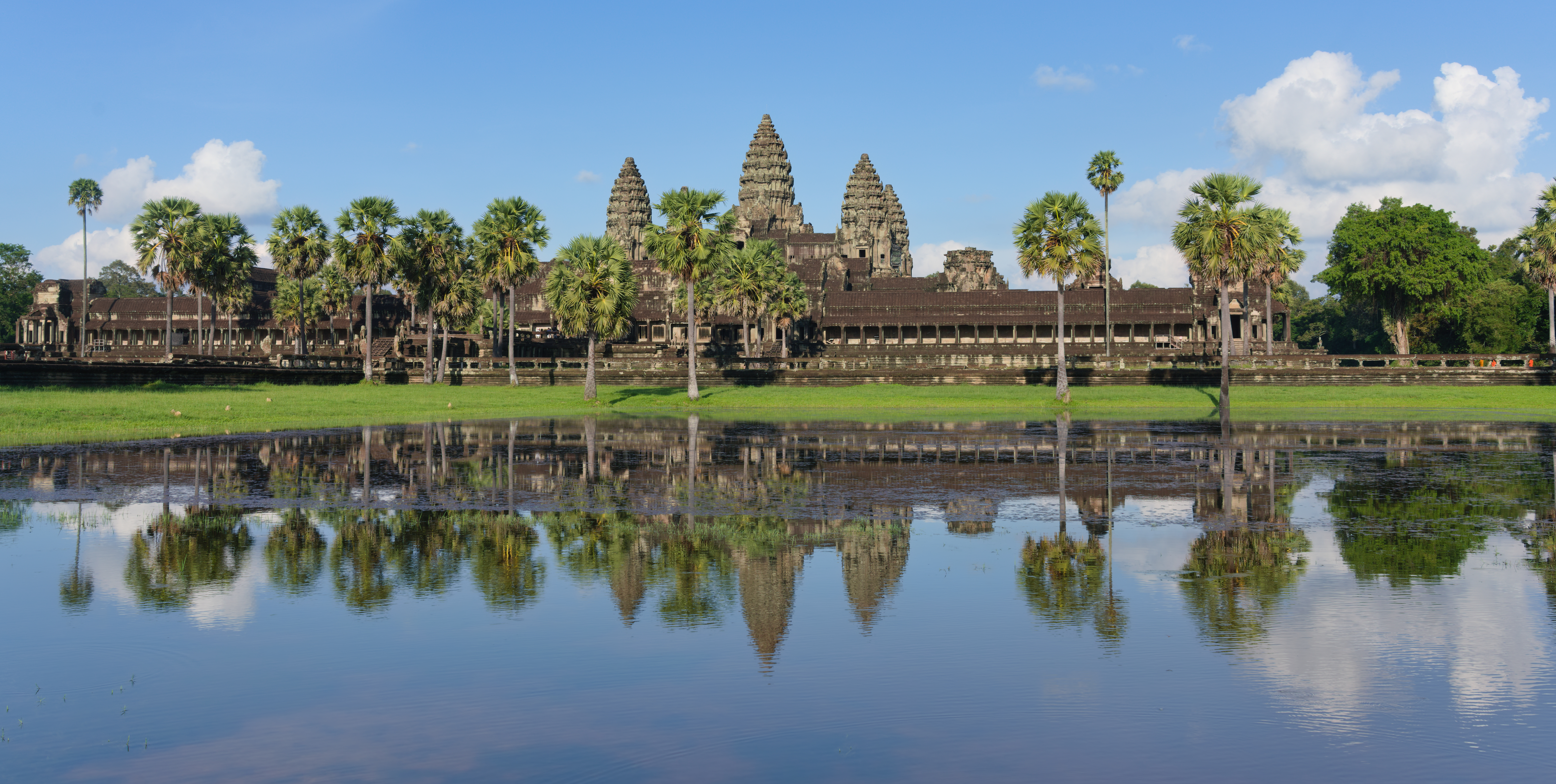
Reflets à Angkor Vat. Septembre 2022.

## Honneurs
L'astéroïde (16770) Angkor Wat porte son nom.
Angkor Vat peut être construit comme merveille mondiale dans plusieurs opus de la franchise Sid Meier's Civilization (Civilization IV, Civilization V, Civilization VI, Civilization VII, Civilization Revolution et Civilization Revolution 2).